# CB Mass
CB Mass (hangeul : CB 매스) est un groupe de hip-hop sud-coréen. Il se composait de Choiza, Gaeko et Curbin. Ils débutent en 2000 avec l'album Massmediah. Le groupe se sépare en 2003.

## Biographie
Choiza et Gaeko se sont connus en sixième, mais avant de créer CB Mass, ils avaient lancé un groupe underground de hip-hop nommé kod avec Sixpoint et ZASON en 1998. Dans la même année, Choiza et Gaeko ont rencontré le rappeur Curbin et ont créé CB Mass.
Le groupe débute en 2000 sous l'aile de Drunken Tiger et ont sorti Massmediah. Au total, ils comptent trois albums studio : Massmediah en 2000, Massmatics en 2001, et Massappeal en 2003. Ils se sont plus tard séparés la même année après une dispute publique houleuse où Curbin était accusé de voler de l'argent au groupe. Leur deuxième album Massmatics est leur plus populaire, avec 120 000 copies vendues en Corée.
À l'apogée de leur succès, des rumeurs sur la séparation du groupe ont continué. Leur dernier album a ajouté du poids à ces spéculations car seulement Gaeko et Choiza étaient présents sur la plupart des chansons. Dans la première chanson du premier album de Dynamic Duo, Gaeko rappe « He liked standing in front of mirrors than music/ He worshipped cash more than friendship/ What he left with us is only betrayal », où il fait implicitement référence à Curbin. Après la dissolution de CB Mass, Gaeko et Choiza ont formé Dynamic Duo tandis que Curbin annonce prévoir une carrière solo, mais il n'a encore rien sorti à ce jour.

## Collaborations
Comme beaucoup d'autres groupes hip-hop, CB Mass collabore avec beaucoup de groupes et artistes de la sphère hip-hop. Dans le morceau Jinja (진짜, signifiant « vrai »), ils utilisent le sample du classique disco Got to Be Real de Cheryl Lynn pour faire leur instrumentale. Dans son vidéoclip, on y voit des caméos des membres de The Movement, une alliance de rappeurs coréens formée par Drunken Tiger, CB Mass, Uptown, et Thanos. D'autres contributions sur leurs albums incluent des apparitions de 서영은, Zason, 양키, P-Da (Tim), Bobby Kim, Juvie, 신지선, Dope Boyz, 윤미래, 에스더, DJ Wreckz, Mikieyes, Sean2slow, Insane Deegie, Yoon Mi-rae, Lee Tzsche, 이세진, dj honda, parrish PMD smith, headcrack, Yoo Jin Ah, Lee Ju Han, JK Kim Dong ook, Hey, Sin Ye Won et Epik High.
CB Mass a aussi figuré sur les deux premières chansons de l'album Have You Ever Had a broken Heart? de Lyn, sorti en 2002.

## Récompenses
| Année | Cérémonie               | Catégorie                     | Travail nommé | Résultat   |
| ----- | ----------------------- | ----------------------------- | ------------- | ---------- |
| 2001  | Mnet Asian Music Awards | Meilleure performance hip-hop | Real          | Nomination |